# Glew

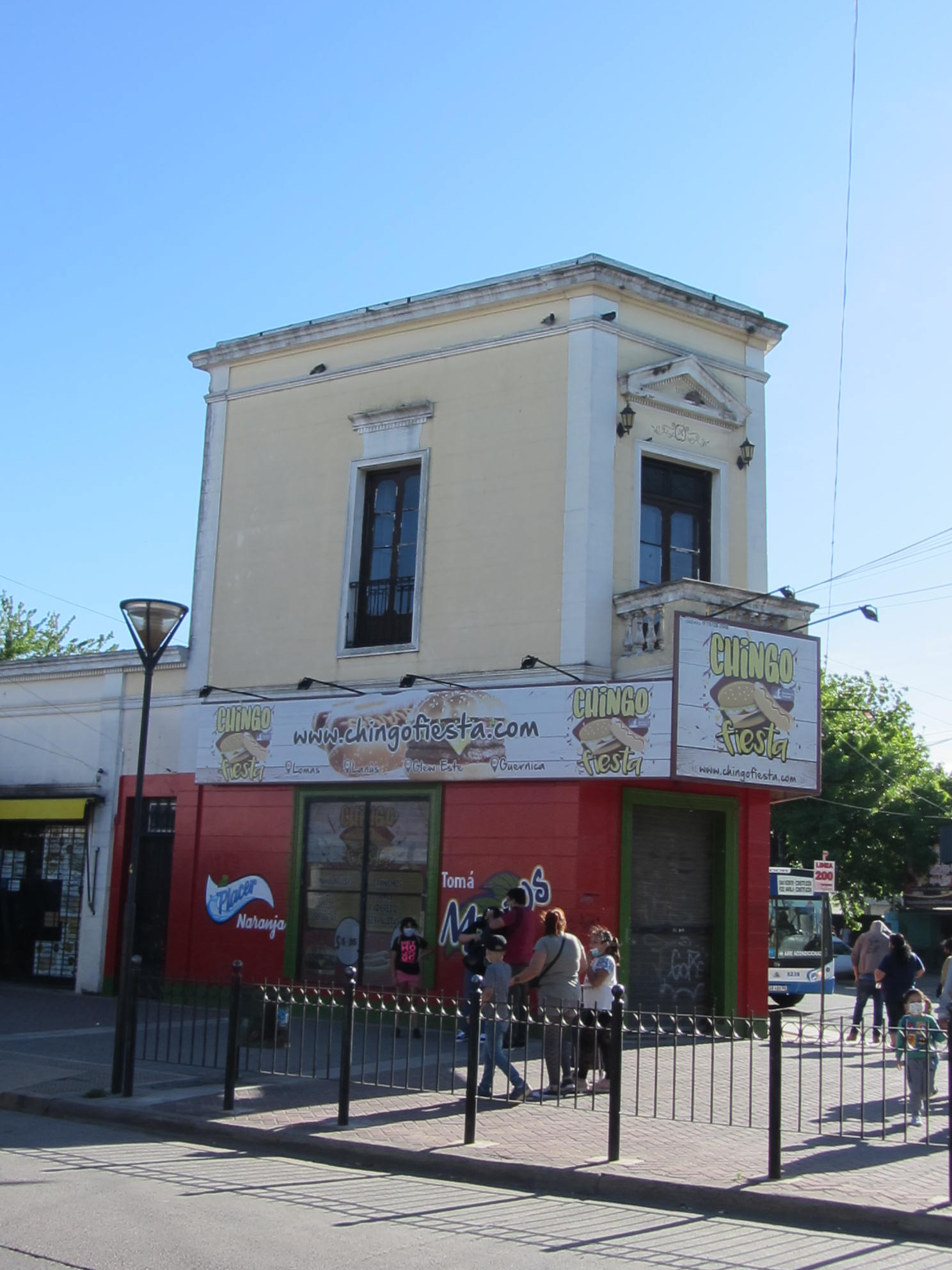
Primera casa de dos pisos que existió en Glew, del año 1888, en la esquina de Sarmiento y Soldi.

Glew es una localidad argentina situada en partido de Almirante Brown, ubicado en la zona sur del Gran Buenos Aires en la provincia de Buenos Aires. Se encuentra dividida en barrios, entre los cuales los principales son Kanmar, Almafuerte, Las Calandrias, Parque Roma, El Progreso, Santa Ana, Gendarmería, Centro, Los Aromos, Villa París, Los Álamos e Ipona.

## Geografía

### Ubicación
Se encuentra en la coordenadas: 34°53′17″S 58°23′03″O / -34.88806, -58.38417,  y a 28 m s. n. m. La ciudad de Glew limita al:
- Norte: Partido de Lomas de Zamora
- Este: Partido de Florencio Varela
- Oeste: Partido de Esteban Echeverría
- Sur: Partido de Presidente Perón

Glew constituye una de las 12 localidades que conforman el partido de Almirante Brown, en la Región Metropolitana de la provincia de Buenos Aires. Se halla a 33 km de Buenos Aires y a 54 km de distancia con la ciudad de La Plata, capital de la provincia.

### Características geográficas
Está constituido por tierras denominadas llanos, carentes de formaciones elevadas notorias. Pertenece al área de la pampa húmeda. Sus tierras son aptas para el cultivo y la cría de ganado. El suelo es rico en minerales y las napas se encuentran a poca distancia de la superficie, lo que facilita la extracción de agua. En sus orígenes las aguas eran aptas para el consumo humano, pero debido al constante crecimiento de la población fueron contaminándose, quedando sólo algunas regiones con aguas puras.
Glew posee tres zonas bien diferenciadas:
- Rural: no queda mucho territorio destinado a tal uso
- Urbana: donde se concentra la población
- Comercial: se llama así al centro de Glew, donde abunda el comercio

## Transporte
- En Auto: Desde Buenos Aires, por la Ruta 210. Desde La Plata, por Ruta 6.
- En Tren: Línea Roca, Servicio Eléctrico desde Constitución (Ramal Glew / A.Korn)
- En Colectivo: 51 79 200 370 385 404 501 506

## Toponimia

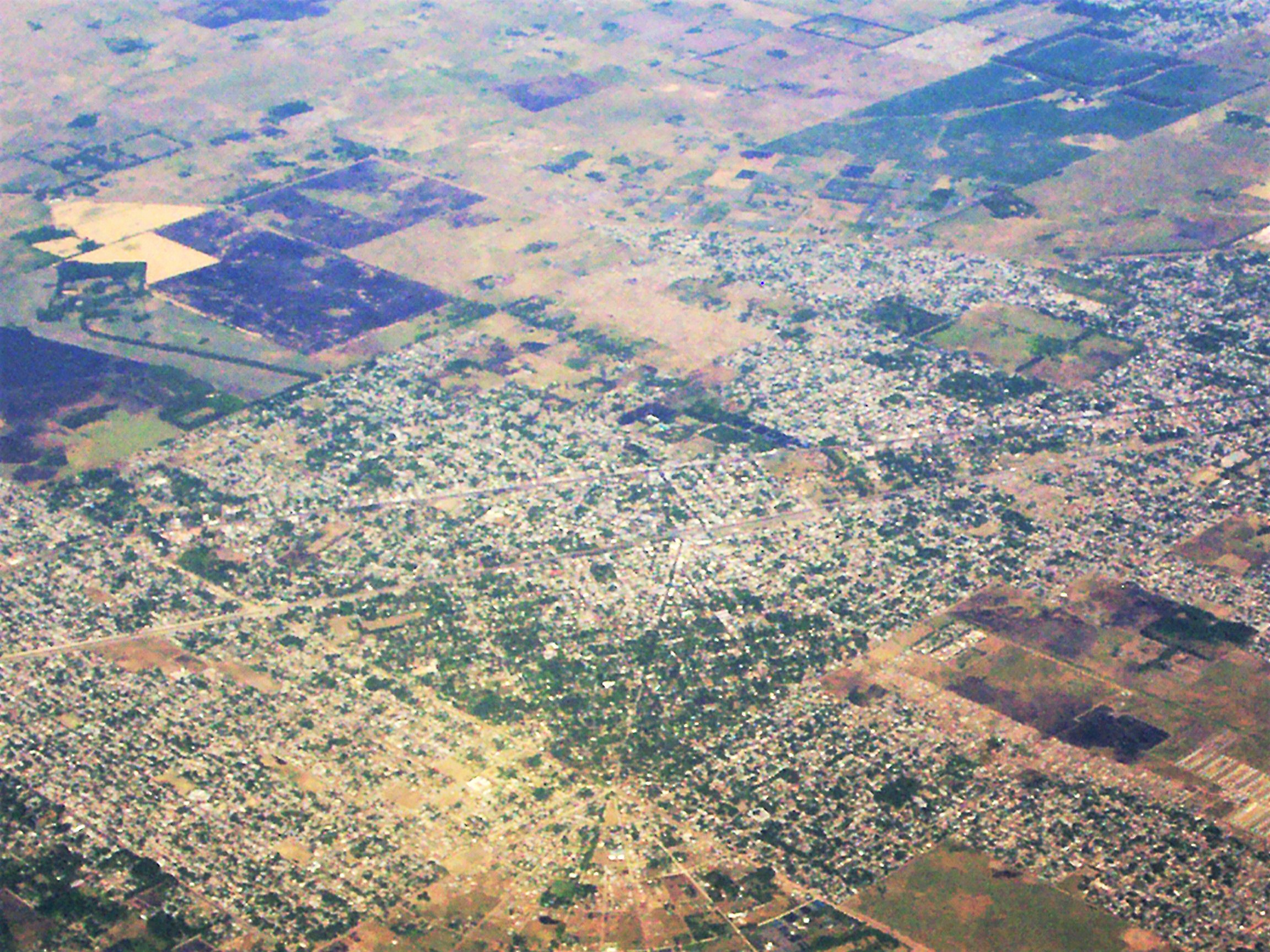
Vista panorámica aérea de Glew.

La ciudad de Glew le debe su nombre al ex dueño de las tierras, Juan Glew, que desapareció sin dejar rastro alguno de su siguiente ubicación o, en su defecto, la última.
La localidad fue una vez cambiada de nombre a Cambaceres, en honor al legislador fallecido; pero como lo demuestra la actualidad no duró y se regresó a su anterior denominación.

## Historia
A partir del deceso de Manuela Leyes hay una serie de sucesiones, ventas delimitaciones e inventarios hasta 1857, cuando adquiere las tierras don Juan Glew. El lugar comenzó a conocerse como "Estancia de Juan Glew", que estaría ubicada en lo es actualmente la calle Avellaneda, con cuatro puestos de colonos llamados: Centinela, Tacuarembó, Chuquisaca y Ombú.
El Camino Real, que en sus orígenes pasaba por Rivadavia, pasó a ser la Ruta 210. El pueblo de San Vicente figuraba como zona rural.
Juan Glew edifica en Avellaneda y Moreno, frente a la estación, el primer almacén de ramos generales y vende parte de las tierras al Ferrocarril del Sud. Esa venta fue reglada en dicha fecha ante el escribano Francisco Castelloti por un precio total de 8000 pesos. En marzo de 1865, don Juan Glew donó un terreno de su propiedad para las vías y la estación del futuro Ferrocarril Sud. 
Desaparecido don Juan Glew, la vieja estancia fue alcanzada por el progreso con la entrada de las vías del ferrocarril y se fue dividiendo en las parcelas que dieron origen al pueblo. Sus descendientes dividieron el campo heredado y se adjudicaron distintas fracciones. Una parte del campo dio origen a la primera formación del pueblo, hoy llamado Pueblo Viejo, comprendido entre las vías del ferrocarril y del camino general a la Capital Federal (ruta provincial 210). Esta fracción de terreno apareció con el nombre de "Pueblo de Cambaceres" después del fallecimiento del legislador Antonio Cambaceres, vinculado al lugar por su establecimiento de campo, próximo al pueblo. Es probable que, en homenaje al legislador, los martilleros denominaron con su nombre los terrenos que lotearon.
Al transcurrir los años, la estancia de J. Glew se fue transformando en un conjunto de chacras y tambos, gracias al trabajo de esforzados hombres afincados en el lugar, como don Jacinto Calvo.
Podríamos recordar entre aquellos primeros pobladores del pueblo a Amadeo Poggio; Pedro Díaz; Daniel Acebal; Elsa Ibarra; Luis Cacosa; Oscar Taño; Alfredo Roggero; Tomas Casado; Domingo Tagliaferro; Aurelio Amoedo, a quien se debe el primer pavimento del pueblo.
Años después, los terrenos ubicados al este de las vías del tren, dieron origen al llamado "Pueblo Nuevo de Glew". El nuevo pueblo crece poco a poco, más comercial, va aumentando la población y con ello la necesidad de fundar escuelas. Sarmiento firmó el edicto para la fundación de la Escuela N.º 4 en Ministro Rivadavia, y en 1905, se trasladó a Glew.
Comienzan a construirse las primeras casonas, entre ellas la que pertenece a la familia Calvo, iniciadores de la construcción de un templo, que data de 1890, ya en el año 1905 el pueblo cuenta con una Capilla.
Inmigrantes provenientes de la Primera Guerra Mundial se asientan en los fondos del pueblo nuevo. Nace así una inmensa colonia alemana de la que hoy tenemos algo muy preciado: el puro oxígeno obtenido a través de los muchos árboles que caracterizan la zona por ellos elegida.
En el año 1960 llega otra corriente migratoria: japoneses se asientan en los fondos de Glew lindando con el partido de San Vicente.
En 1975 el antiguo pueblo ascendió al rango de ciudad, sumándose así a las localidades de Mármol, Claypole, Longchamps, Ministro Rivadavia, San José, Burzaco, Rafael Calzada y Adrogué conformando así el Partido de Almirante Brown.
Entre esos núcleos de población en "las afueras" del viejo y nuevo pueblo, se construyen barrios con distintas denominaciones, tales como: Gorriti, Las Calandrias, Los Altos, Villa París, Parque Roma, Los Álamos, Parque Ipona, Los Pinos, La Reforma, Almafuerte, Kanmar, Gendarmería, Villa Amancay, Barrio Parque El Progreso, etc.
En la actualidad, tiene su sede en Glew la compañía Gatica Producciones (también conocida como “The Gaticas Producciones”), una productora musical creada por Alex Gatica en 2009, artífice de éxitos musicales que nuclea a artistas del momento tales como "La Cuerpo", "La Carly", "La Vicky" o "La Cindy". Es responsable de éxitos mundiales tales como "Pepinon" o "Qué distraída".

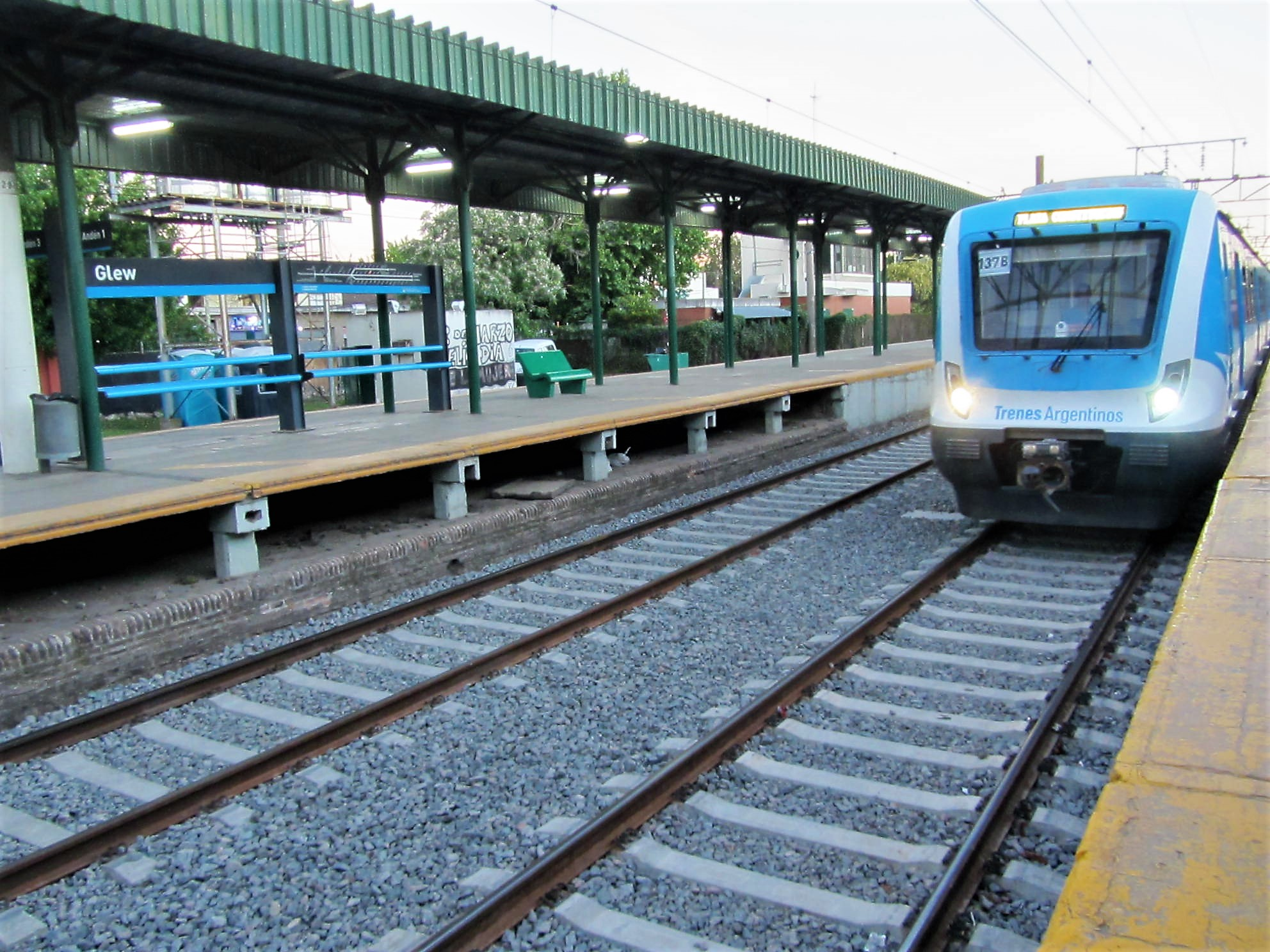
Formación de Trenes Argentinos ingresando al andén de la estación Glew del ferrocarril Roca.

## Estación Glew
Las tierras que ocuparon las vías del Ferrocarril Sud, cruzaron de norte a sur la vieja estancia de Juan Glew. Este fue quien vendió esas tierras para las vías del tren y para la construcción de la estación que hoy lleva el nombre de Glew. Denominación que encontramos igual desde sus orígenes.
El 18 de marzo de 1865 fue cuando don Juan Glew vendió a don Enrique Applin Green, "para él o a quien represente" una fracción de terreno para la vía y la estación del Ferrocarril Sud.
Los trabajos del Ferrocarril Sud, que se habían iniciado el año anterior, alcanzaron el fin de la primera etapa que fue inaugurada oficialmente.  
Es así que en la mañana del 14 de agosto de 1865, a las 10.05 para ser exactos, se detenía el primer tren en Glew.

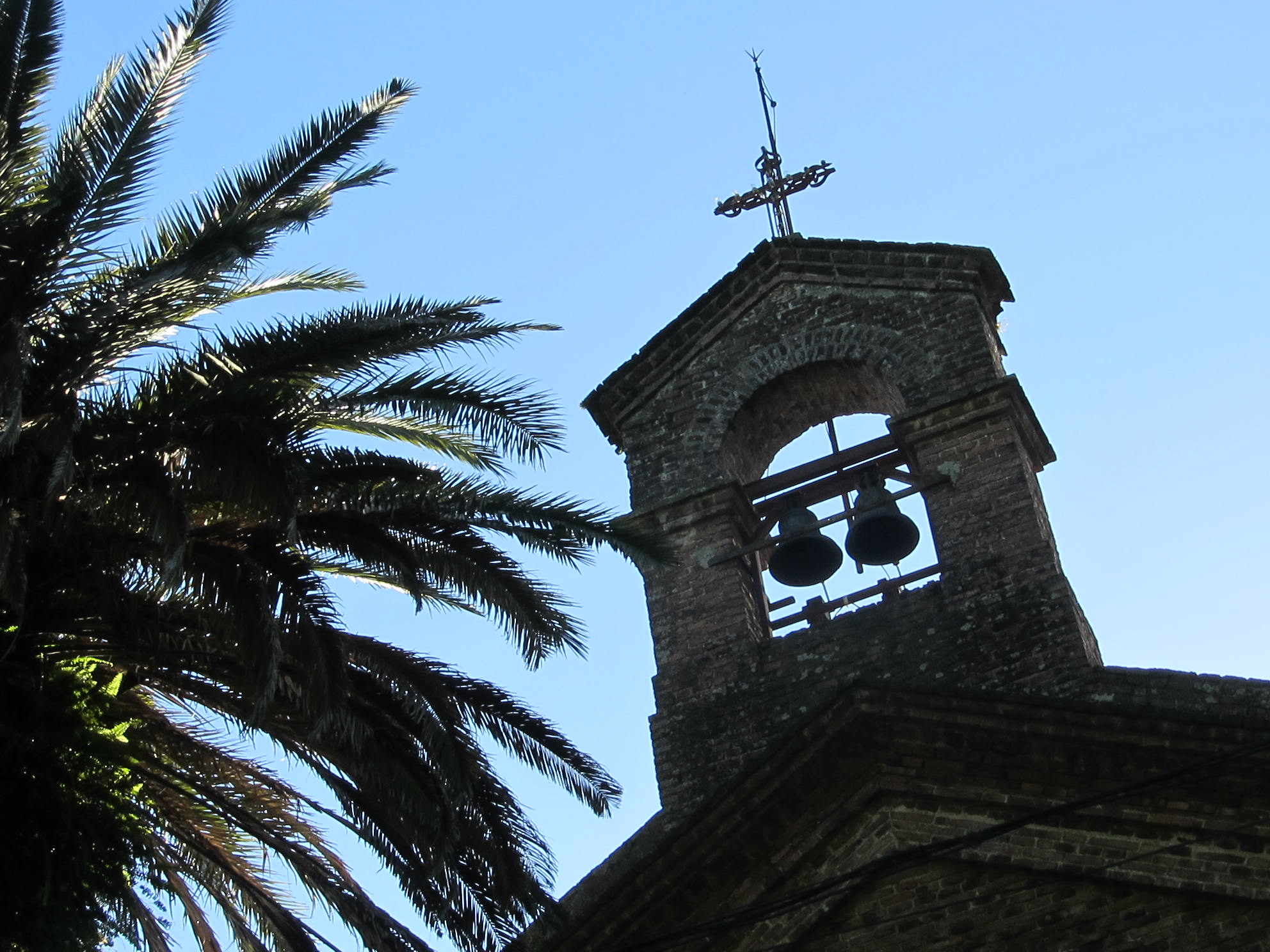
Campanario de la Parroquia Santa Ana.

## Parroquia Santa Ana
La capilla Santa Ana del pueblo de Glew guarda una de las páginas más reconocidas de la pinacoteca argentina: los frescos que Raúl Soldi dejó allí pintados y que junto con la muestra permanente de la Fundación Soldi invitan a acercarse a ese universo de criaturas inocentes y climas afables que es el rasgo característico de su obra. Los memoriosos sostienen que la historia de la capilla y estos frescos comenzó a principio de los años 50, cuando Soldi conoció el pueblo y se enamoró de él a primera vista. Le gustaron, dicen, las calles mansas y tranquilas, apenas alteradas, cada tanto, por el paso de sulkies y volantas. 
Los murales de la iglesia de Santa Ana, con su antiguo campanario en pie, fueron inaugurados en 1905.
Hoy, al entrar en la capilla se percibe el fuerte aroma a hierbas que inunda esa nave de 8 m de frente por 25 de largo, con bóveda de cañón corrido. Y enseguida sorprenden los colores de los frescos: tonos saturados conviven con matices pastel y azules ultramar intensos. Veintitrés calurosos veranos fue el tiempo que Raúl Soldi tardó en concluir estos murales con la técnica renacentista del fresco. Primero revocó los muros; más tarde, por medio de un sistema de caños, humedeció el interior de las paredes.
Dibujó el boceto y luego, sobre el muro listo, aplicó con espátula los pigmentos que le dieron vida.
Subido a los andamios, en las alturas —con los pinceles atados a la cintura y velas para iluminar los detalles— Soldi pintó un total de 11 frescos y dos óleos en los que plasmó escenas religiosas. Una de las curiosidades de esta singular obra es que en las representaciones el artista incluyó paisajes y hasta reconocibles personajes de Glew Por ejemplo, en el fresco El Coro, la figura de Santa Ana es una conocida vecina que cantaba en el coro de la iglesia.
Los murales —que han sido restaurados— se conservan en muy buen estado. La explicación aportada en la capilla atiende casi exclusivamente a los aspectos religiosos a los que remite la obra.

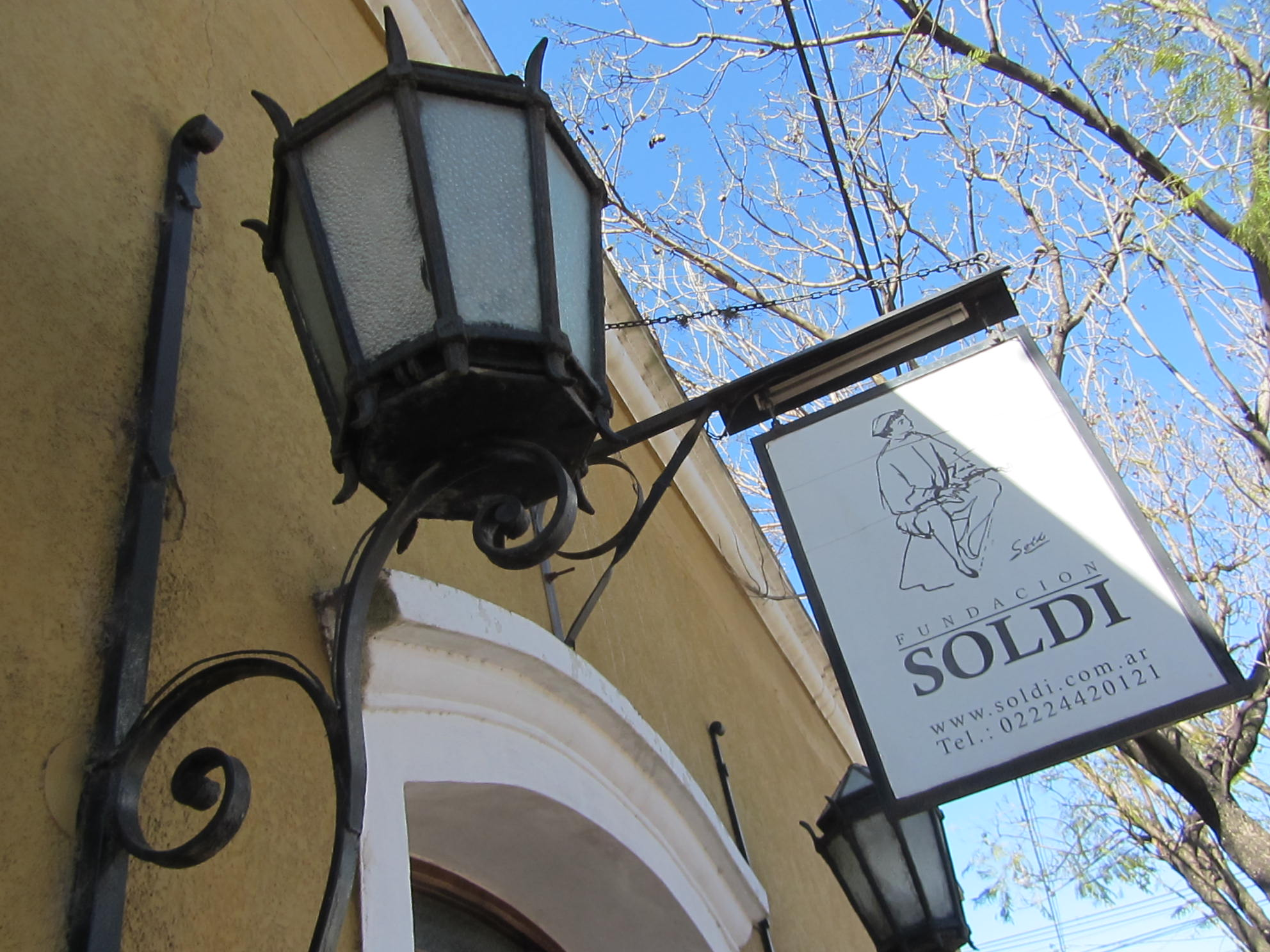
Entrada a la sede de la Fundación Soldi (Glew).

El paseo continúa en la Fundación Soldi, creada por iniciativa del artista. Allí se exhiben 60 obras, entre óleos, dibujos y grabados, que abarcan distintas etapas pictóricas desde 1927 hasta 1978. También se proyecta un video sobre su vida. La de Soldi es "una obra caracterizada por la paz, la tranquilidad y la poesía", sostiene Daniel Soldi, hijo del artista a cargo de la Fundación.

## Biblioteca "Pablo Rojas Paz"
La Biblioteca Popular Pablo Rojas Paz de Glew, se inauguró oficialmente el 22 de marzo de 1969.
La entidad funciona en la sede de Aristóbulo del Valle y Mansilla, Glew, ciudad situada a 34 km al sur de la Capital Federal.
El edificio de la Biblioteca, fue donado para tal fin por el artista plástico argentino Raúl Soldi, quien tuviera destacada actividad en nuestra ciudad pintando las paredes murales de la Capilla Santa Ana mediante la técnica del fresco.
El nombre es en homenaje al escritor tucumano Pablo Rojas Paz quien fuera gran amigo de Raúl Soldi.
La actividad de la Biblioteca comenzó a partir de 1970, luego de destinar el primer año a la organización de la misma.
Es de destacar la labor del personal bibliotecario y directivos que hicieron posible el crecimiento y posibilitan actualmente la continuidad de la entidad. Es justo resaltar especialmente la tarea de la Sra. Sara Onega de García quien fuera durante más de 25 años, presidenta de esta entidad y quien tuviera destacada actuación integrando la Comisión Directiva desde la fundación de la Biblioteca.
A través de los años, el edificio de la Biblioteca fue creciendo hasta contar en la actualidad con diversas salas de lectura y consulta, salón de exposición de obras pictóricas, oficina de procesos técnicos y para tareas administrativas, y otras dependencias. 
De manera simultánea al crecimiento edilicio, fue incrementándose el fondo bibliográfico de la Biblioteca, el que en la actualidad abarca variadas temáticas y ha incorporado documentos de otros tipos (además -claro está- de los libros), como es el caso de: videocasetes, revistas (publicaciones periódicas), y discos compactos.

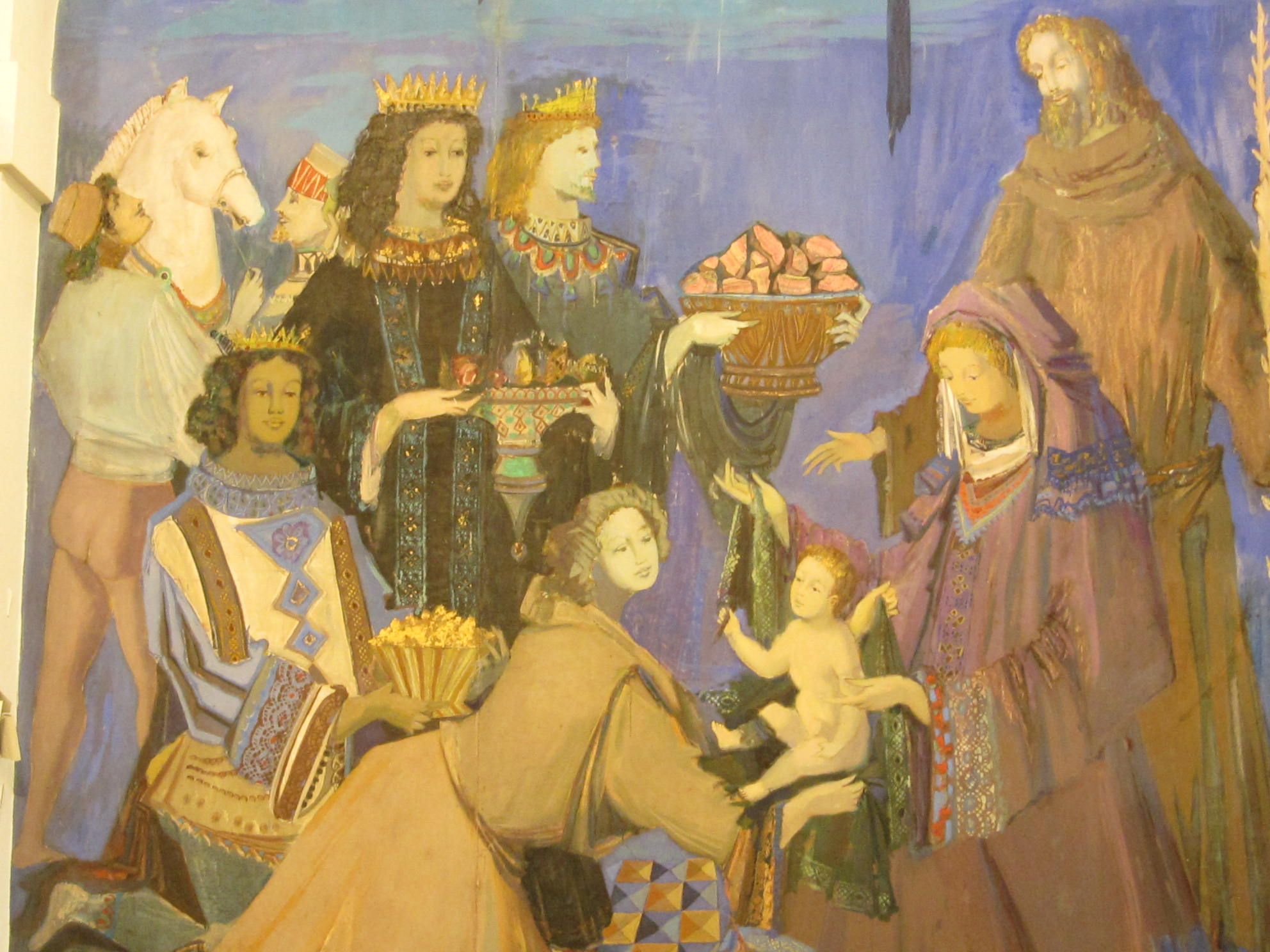
Fresco de Raúl Soldi en la Capilla Santa Ana, con incrustaciones de rodocrosita (Piedra Nacional de Argentina).

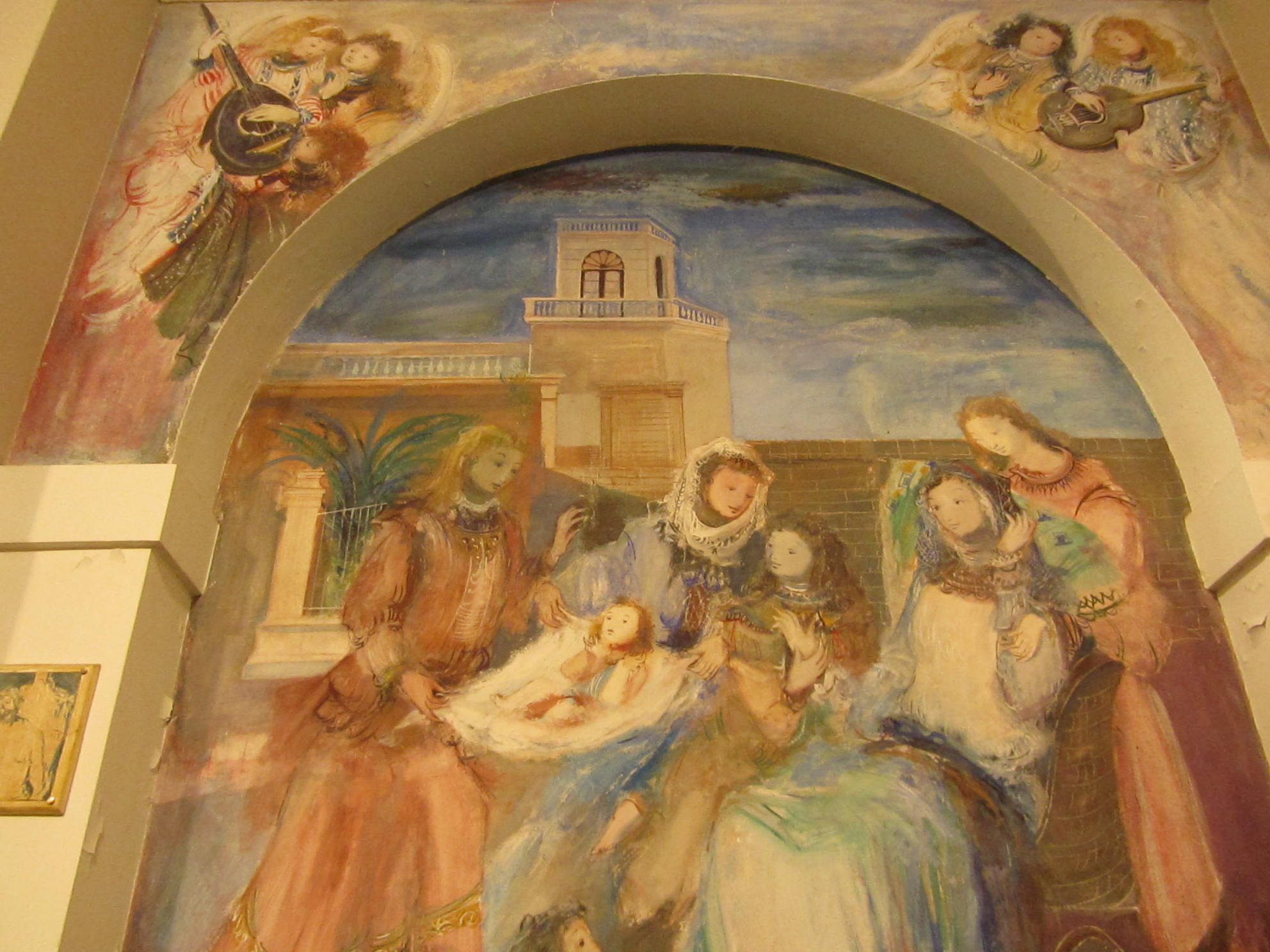
Fresco del Nacimiento de la Virgen, en la Capilla Santa Ana, obra de Raúl Soldi.

## Raúl Soldi, vecino de Glew
El artista Raúl Soldi inició sus estudios en la Academia Nacional de Bellas Artes, y en el año 1921 viaja a Europa. Estuvo en Alemania hasta 1923 en que se traslada a Italia, ingresando en la Real Academia de Brera (Milán) donde permaneció hasta el año 1932. En Italia se relaciona con un grupo de artistas de vanguardia. En 1933 regresa a la Argentina y es becado por la Comisión Nacional de Cultura y recorre Estados Unidos, trabaja como escenógrafo en Hollywood. Desde 1930 presenta obras en el Salón Nacional de Cultura, y en diversos Salones provinciales, en la Exposición Internacional de París (1937), en Nueva York (1941-1943) y a partir de 1934 comienzan sus muestras individuales. 
Los temas que trató son variados, paisajes, retratos, temas relativos al teatro y al circo, naturalezas muertas. En el año 1953 pinta los famosos frescos de la Iglesia de Santa Ana de Glew. En 1966 realizó la decoración de la Cúpula del Teatro Colón de Buenos Aires, cuya técnica es la tela pintada al óleo y luego adherida al muro. 
Sus obras figuran en muchos museos entre ellos, el Museo de Arte Moderno de Nueva York y los de Florencia y Milán. Fue uno de los artistas argentinos que donó gran parte de su obra. En 1947 obtiene el Primer Premio en el Salón Nacional. En 1948, el primer Premio de I Bienal de San Pablo. En 1951, el premio Palanza otorgado por La Academia Nacional de Bellas Artes, de la que fue miembro. En 1960, Mención de Honor en la II Bienal de México. Ilustró también libros de poesía. En 1968 viaja a Israel, pinta en la Basílica de la Anunciación en Nazaret, un mural inspirado en el milagro de la Virgen de Luján. Los Museos Vaticanos incorporaron en 1987 una obra suya titulada "La Virgen y el Niño" con esta última suman dos los cuadros que posee la Santa Sede, la anterior se titula "Santa Ana y La Virgen Niña" A partir de este último año hasta la fecha de su fallecimiento, realizó varias exposiciones, la más destacada en el Museo de Arte Decorativo. 
La Galería de Arte Moderno de Milán incorpora a su colección un autorretrato. Además de su talento, el destino le había reservado otros privilegios, haber conocido en vida la fama y la gloria y participar en 1993, un año antes de su fallecimiento, de una mega-exposición que mostró en el Salón Nacional de Exposiciones "Palais de Glace" su obra, convocando a millares de visitantes que disfrutaron de su obra.

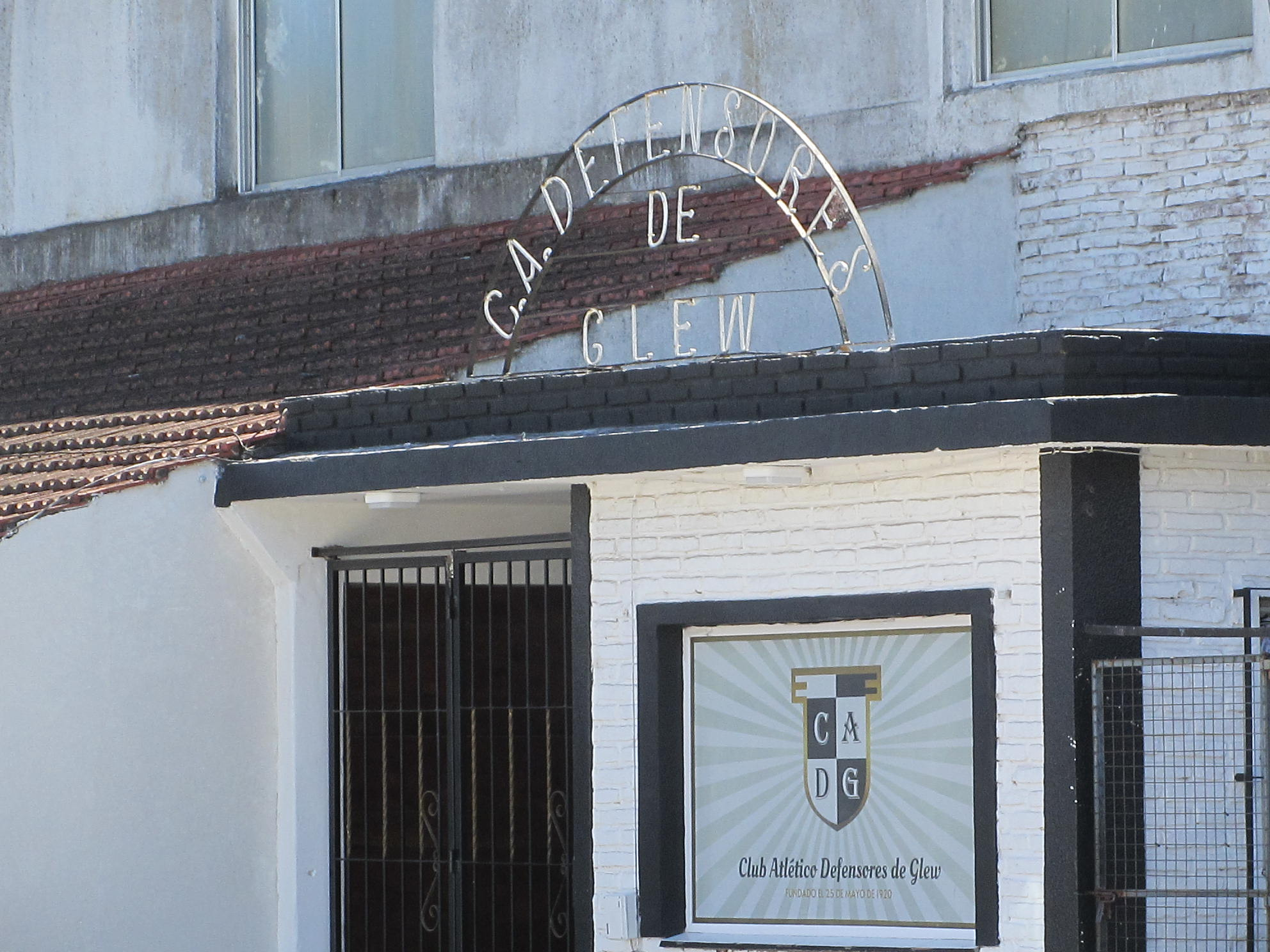
Fachada del Club Atlético Defensores de Glew.

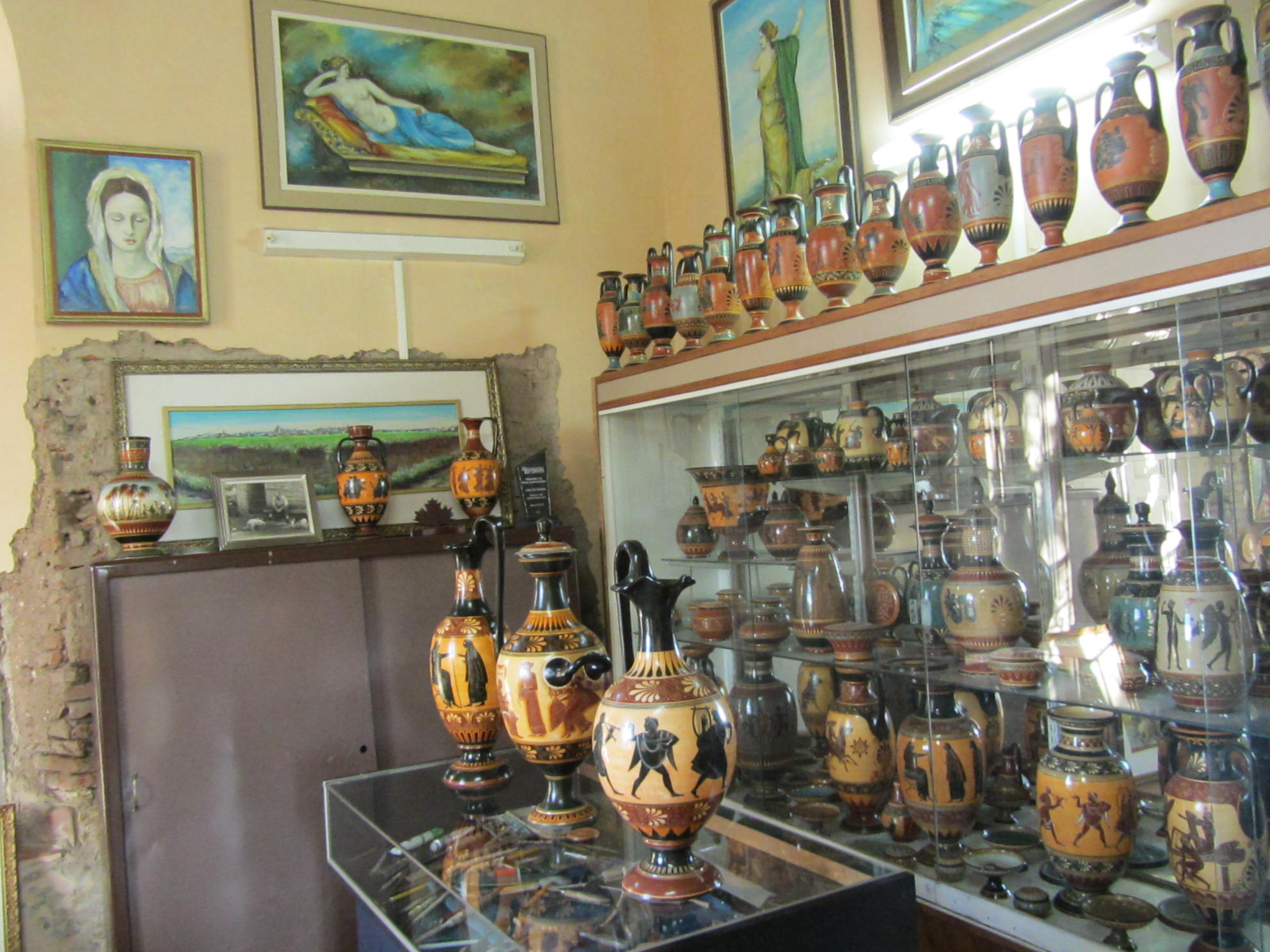
Museo de Cerámica Toscana "Cosimo Manigrasso".

## Instituciones de bien público
- Biblioteca Popular Manuel Belgrano del Barrio de Villa París
- Bomberos Voluntarios
- Asociación de Socorros Mutuos Unión Italiana
- Centro de Comercio e Industria
- Fortín Glew
- Rotary Club de Glew
- Club Social y Deportivo Glew
- Club Atlético Defensores de Glew
- Sociedades de Fomento
- Delegación Municipal
- Centro de Ciclismo
- Banco de la Provincia de Buenos Aires
- Biblioteca "Pablo Rojas Paz"
- Comisaría 7° de Glew
- Centro Tradicionalista y Cultural de Glew
- Consultorios médicos Patria
- Fundación Soldi. Multiespacio Arte Club.
- Comunidad Tupí-Guaraní Hipólito Yumbay del Barrio Almafuerte
- Museo de Cerámica Toscana "Cosimo Manigrasso".

## Parroquias de la Iglesia católica en Glew
| Diócesis  | Lomas de Zamora |
| --------- | --------------- |
| Parroquia | Santa Ana       |